# Pere V de Portugal

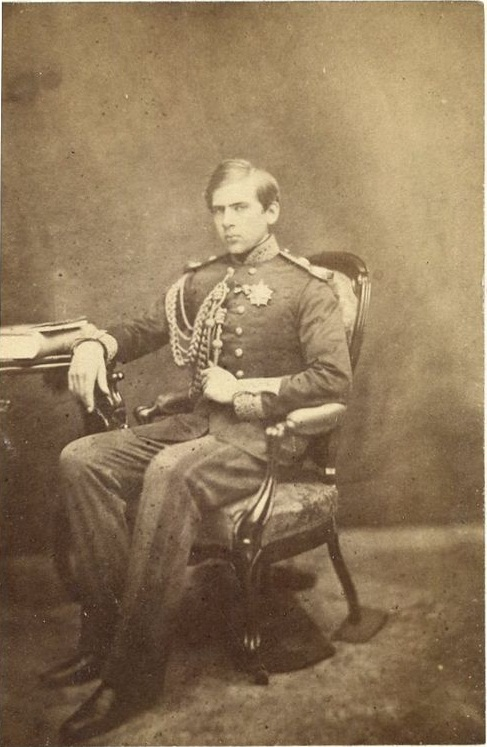
Pere V de Portugal

Pere V de Portugal, dit l'Esperançat (Lisboa, 16 de setembre de 1837 - 11 de novembre de 1861), fou rei de Portugal (1853-1861), el primer de la dinastia Bragança-Wettin.

## Orígens familiars
Fill primogènit de la reina Maria II de Portugal i el seu marit Ferran de Saxònia-Coburg Gotha, posterior Ferran II de Portugal, nasqué a la cort reial de Lisboa el 16 de setembre de 1837.

## Ascens al tron
A la mort de la seva mare, el 1853, fou nomenat hereu de la corona portuguesa, però per la seva joventut tingué la regència del seu pare fins a la mort d'aquest el 1855. El 16 de desembre d'aquell any fou aclamat rei per la Cambra de Diputats a Lisboa.
En ascendir al tron decidí donar un caràcter modernitzador. Així durant el seu regant es van construir carreteres, telègraf, s'introduí el ferrocarril i es millorà la sanitat pública. Aquestes millores, però, no van servir per poder salvar la vida del jove rei, que va morir de còlera l'11 de novembre de 1861.

## Núpcies i successió
Es casà a Lisboa el 18 de maig de 1858 amb la princesa alemanya Estefania de Hohenzollern-Sigmaringen. D'aquest matrimoni no tingueren fills, per la qual cosa la corona passà al seu germà Lluís I de Portugal.